# Alva Myrdal
Alva Myrdal (født 31. januar 1902, død 1. februar 1986) var en svensk diplomat, politiker og forfatter. Hun blev tildelt Nobels fredspris i 1982.
Alva Myrdal blev først offentlig kendt i 1930'erne, som medforfatter af bogen Befolkningsproblemet i krise, og betragtes som en af de vigtigste kræfter bag den svenske velfærdsstat. Efter at have været et fremstående medlem af det socialdemokratiske parti i flere år, blev hun i slutningen af 1940'erne involveret i internationalt arbejde. I 1948 blev hun tilbudt stillingen som chef for FN's afdeling for sociale spørgsmål, noget hun takkede ja til. I første halvdel af 1950'erne ledede hun UNESCOs socialvidenskabelige afdeling i Paris, og fra 1955-61 var hun Sveriges ambassadør i Indien. 
Hun var medlem af den svenske Riksdag fra 1962 til 1970. Hun blev statsråd i 1966 (nedrustningsminister 1966-1973 og kirkeminister 1969-1973).
I 1982 blev Alva Myrdal tildelt Nobels fredspris sammen med Alfonso García Robles for sit arbejde med at opsætte den såkaldte Tlatelolco-traktat i 1969, som erklærede Latinamerika og Caribien som atomvåbenfri zone.
Hun var gift med Gunnar Myrdal og mor til Jan Myrdal.